# Q-звезда
Q-звезда (англ. Q-Star), также известна как Серая дыра (англ. Gray hole) — гипотетический тип компактной и тяжёлой нейтронной звезды с экзотическим состоянием материи. Термин «Q-звезда» не должен ошибочно приниматься за «кварковую звезду» (англ. quark star), так как Q в названии означает не «кварк», а сохраняющееся квантовое число — электрический заряд. Q-звезда может быть ошибочно принята за чёрную дыру или называться чёрной дырой 2-го рода, будучи максимоном. Одним из кандидатов в Q-звезды является компактный объект V404 Cygni в созвездии Лебедь.

## Типы Q-звезд
- SUSY Q-шар (англ. Q-ball)[2]
- B-шар, стабильные Q-шары с большим барионным числом B. Они существуют в нейтронных звёздах, которые поглотили один или несколько Q-шаров[2].